# Sputnik (album)
Sputnik è il diciottesimo album (il tredicesimo in studio) del cantautore italiano Luca Carboni, pubblicato l'8 giugno 2018 dalla Sony Music.

## Descrizione
Diciannovesimo album complessivo dell'artista, Sputnik è stato prodotto da Michele Canova Iorfida e arriva a tre anni di distanza dall'ultimo album di inediti Pop-up. L'album è composto da nove brani, tra cui il singolo apripista Una grande festa estratto il 27 aprile 2018, Io non voglio estratto il 14 settembre 2018 e Ogni cosa che tu guardi estratto il 22 febbraio 2019.

Per il titolo dell'album Carboni si è ispirato al nome del satellite Sputnik 1 (che significa compagno di viaggio) (del Programma Sputnik) lanciato in orbita dai russi nel 1957: 
 Riguardo all'album Luca Carboni ha inoltre dichiarato: 
 La copertina è stata disegnata dallo stesso Carboni e raffigura se stesso vestito da astronauta, con dietro il satellite russo, la luna e altri oggetti. 
I brani richiamano la misura dei vecchi vinili a cui l'artista è rimasto affezionato e il filo conduttore degli stessi è l'amore, talvolta rappresentato con ironia (Amore digitale), spruzzato con citazioni di Charles Bukowski (Io non voglio) o frasi della poetessa Wisława Szymborska. Tra le collaborazioni troviamo Federica Camba, Valerio Carboni, Daniele Coro, Christian Riganò, Alessandro Raina, Dardust, Calcutta, Gazzelle e Giorgio Poi.
Nel maggio 2019 Carboni ha pubblicato per il download digitale una nuova versione di Prima di partire realizzata in duetto con il cantautore Giorgio Poi e pubblicata come singolo il 14 giugno.

## Promozione
Per la promozione l'artista attraversa a giugno 2018 molte città italiane per promuovere l'album in librerie e centri commerciali attraverso il firmacopie.
Per promuovere l'album l'artista rimane inoltre impegnato da ottobre 2018 ad ottobre 2019 nella tournée Sputnik Tour 2018-2019 per 55 tappe tra club, palazzetti, teatri e piazze italiane la cui data zero si è tenuta a Crema.

## Tracce
1. Una grande festa – 3:10 (testo: Luca Carboni, Federica Camba, Valerio Carboni, Daniele Coro – musica: Valerio Carboni, Federica Camba, Daniele Coro)
2. 2 – 3:16 (testo: Luca Carboni – musica: Christian Rigano)
3. Amore digitale – 3:05 (testo: Luca Carboni, Alessandro Raina – musica: Alessandro Raina, Dario Faini, Vanni Casagrande)
4. Io non voglio – 2:57 (testo: Luca Carboni, Calcutta – musica: Calcutta, Dario Faini)
5. Ogni cosa che tu guardi – 3:42 (testo: Luca Carboni, Alessandro Raina, Lorenzo Urciullo – musica: Alessandro Raina, Dario Faini)
6. I film d'amore – 3:17 (testo: Luca Carboni, Alessandro Raina, Lorenzo Lombardi – musica: Alessandro Raina, Dario Faini)
7. L'alba – 3:11 (testo: Luca Carboni, Flavio Pardini – musica: Flavio Pardini, Luca Serpenti)
8. Prima di partire – 3:31 (testo: Luca Carboni, Giorgio Poti, Dario Faini – musica: Giorgio Poti, Dario Faini)
9. Sputnik – 4:14 (Luca Carboni)

## Formazione
- Luca Carboni – voce
- Calcutta - cori su Io non voglio
- Chiara Vergati - cori su 2
- Vince Pastano - chitarre su Sputnik
- Christian "Noochie" Rigano – programmazione, tastiera, sintetizzatore
- Michele Canova Iorfida – programmazione, tastiera, sintetizzatore modulare, programmazione ritmica
- Patrizio Simonini - programmazione, tastiera
- Alex Alessandroni Jr - pianoforte, Fender Rhodes, tastiera
- Tim Pierce – chitarra elettrica, chitarra acustica

## Classifiche
| Classifica (2018) | Posizione massima |
| ----------------- | ----------------- |
| Italia            | 3                 |